# Ludwig Goiginger

Ludwig Goiginger, né le 11 août 1863 à Vérone dans le royaume de Lombardie-Vénétie, alors partie de l'empire d'Autriche, mort le 28 août 1931 à Neustift près de Graz (Autriche), est un général de l'armée austro-hongroise qui a combattu pendant la Première Guerre mondiale.

## Origine et carrière dans l'armée

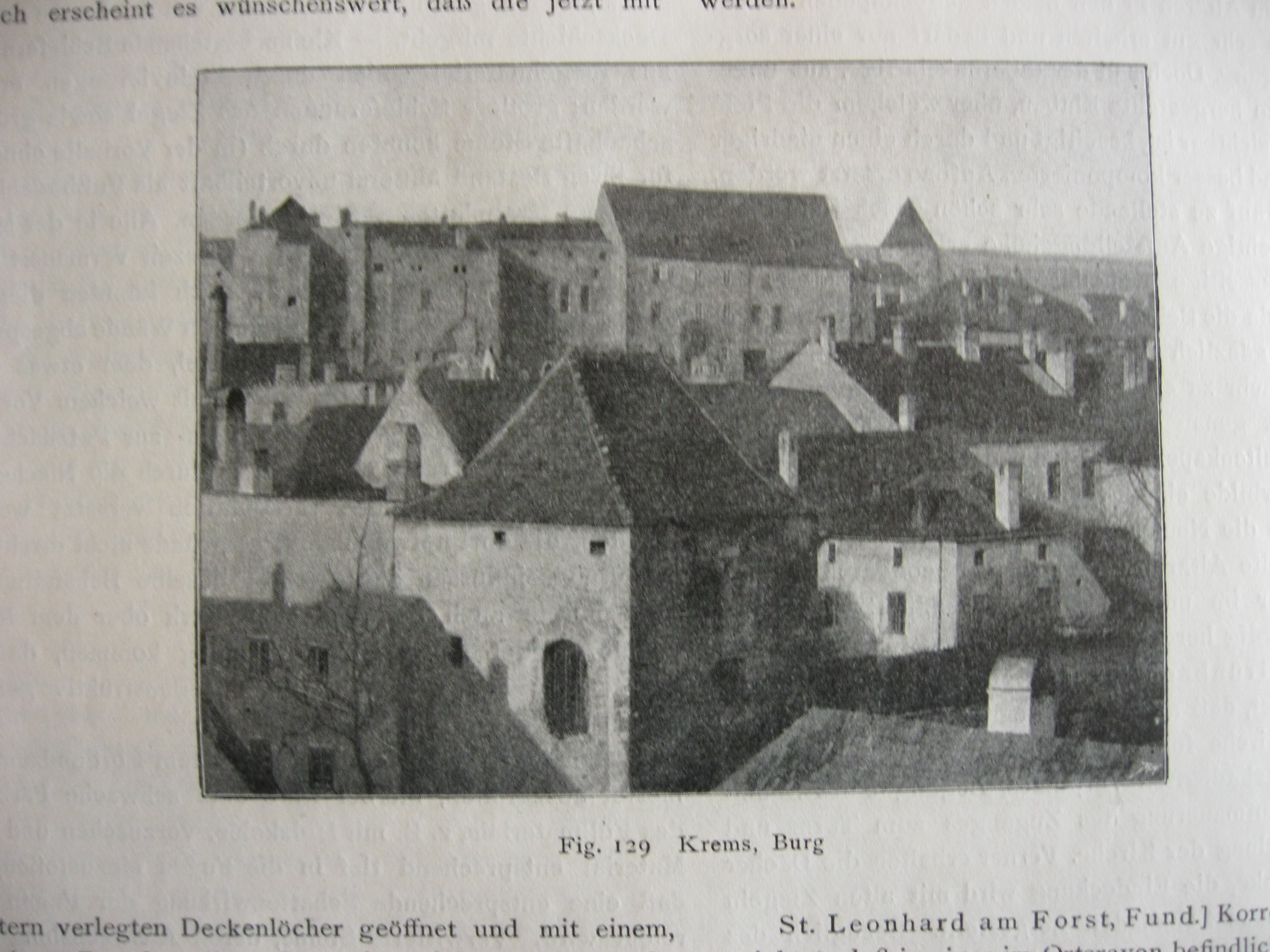
Krems en 1911.

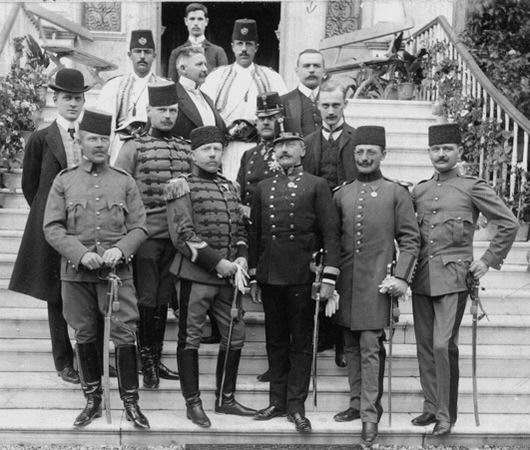
Mission militaire austro-hongroise à Skopje dirigée par Wladimir Giesl von Gieslingen et Alfred Rappaport von Arbengau, v. 1903-1907.

Après avoir passé son examen de maturité au lycée de Salzbourg, Ludwig Goiginger entre en 1884 à l'école des cadets du génie à Vienne. En 1884, il entre comme sous-lieutenant au 2e régiment du Génie à Krems. De 1888 à 1890, il passe par l'Académie militaire avant d'être affecté comme aide de camp à l'état-major de l'Armée commune où il est titularisé en 1893. Il est nommé colonel en 1906.
De 1907 à 1908, il est « adjoint militaire » dans la mission austro-hongroise, partie d'une mission internationale chargée d'encadrer la gendarmerie ottomane en Macédoine, et il combat les bandes armées autour de Skopje dans le vilayet du Kosovo.
En 1912, il reçoit le commandement de la 122e brigade d'infanterie à Bruneck (aujourd'hui Brunico dans le Trentin-Haut-Adige), dépendant de la 8e division d'infanterie commandée par Johann von Kirchbach auf Lauterbach (de). Il est nommé major-général.

## Première Guerre mondiale

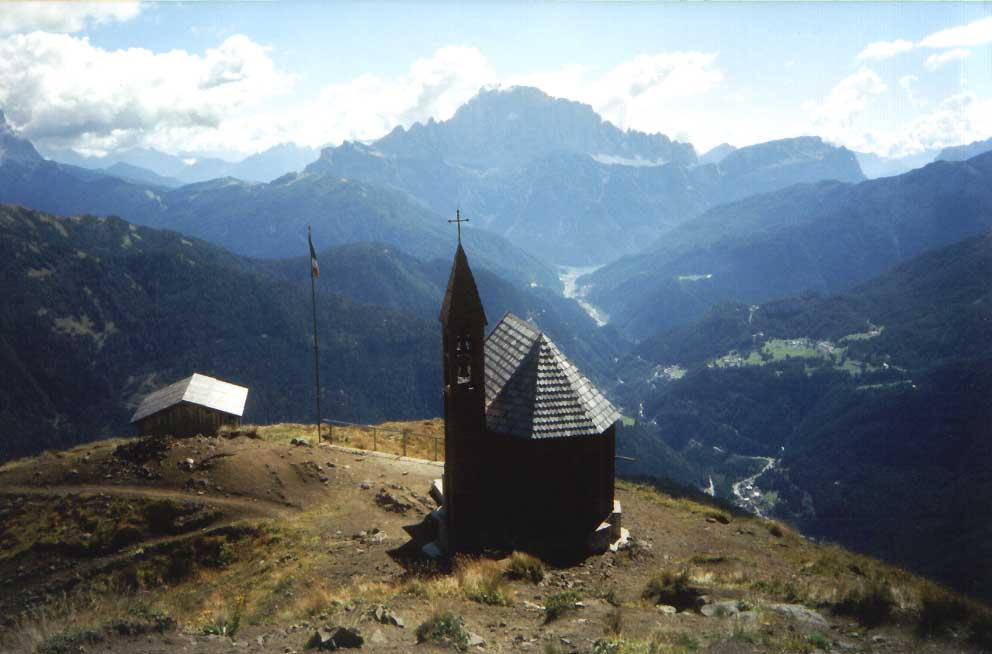
Chapelle du, 2006.

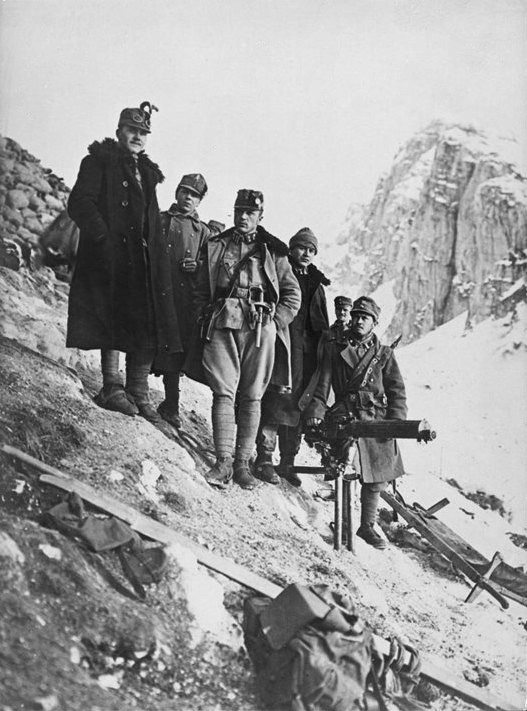
Soldats austro-hongrois dans les Alpes avec une mitrailleuse Maxim capturée, v.1916-1917.

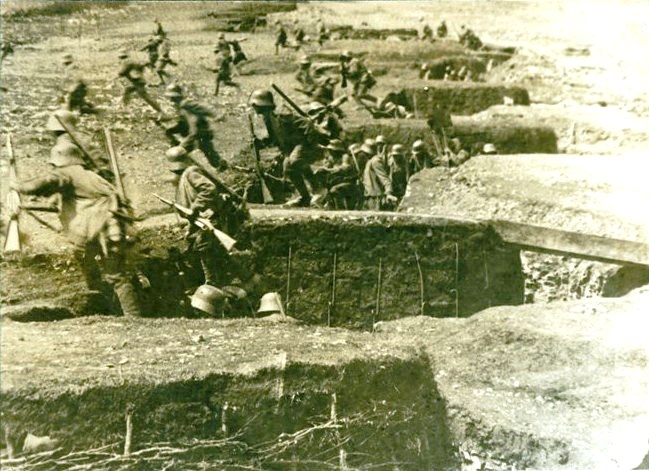
Troupes austro-hongroises montant à l'assaut sur l'Isonzo, v.1915-1917.

Lors de la mobilisation d'août 1914, la 122e brigade (1er régiment de chasseurs à pied) et la 87e brigade d'infanterie sont regroupés dans la nouvelle 44e division d'infanterie de Landwehr (général Heinrich Tschurtschenthaler), partie du XIVe corps austro-hongrois sur le front de l'Est en Galicie, dans le secteur de Rava-Rouska. Le 1er octobre 1914, il est nommé à la tête de la 32e division d’infanterie rattachée à la 2e armée (général Eduard von Böhm-Ermolli). Au cours de l'hiver 1914-1915, il reçoit le commandement du groupe Goiginger, comprenant sa division et la 103e brigade de Landsturm, engagé dans la bataille des Carpates. En mars 1915, il exerce pour peu de temps le commandement de la 44e division de Landwehr rattachée au XVIIIe corps (général Alfred von Ziegler). Le 9 mai 1915, il est nommé Feldmarschall-Leutnant.
Avec l'entrée de l'Italie dans la Première Guerre mondiale, il est envoyé sur le front italien où, le 5 juin 1915, il reçoit le commandement de la division Pustertal dans le rayon V du commandement de la défense du Tyrol, sous l'autorité du General der Kavallerie Viktor von Dankl. Il est engagé sur le front des Dolomites. Le 17 avril 1916, au Col di Lana (en), dans son secteur de commandement, l'explosion d'un passage miné par les sapeurs italiens engloutit toute une compagnie de chasseurs de montagne tyroliens.
À la fin d'août 1916, avec l'entrée de la Roumanie dans le conflit, il est envoyé en Transylvanie. Le 12 octobre 1916, il est nommé à la tête de la 73e division rattachée à la 9e armée allemande (général Konrad Krafft von Dellmensingen).
Après des combats victorieux sur le front roumain, Goiginger est renvoyé sur le front italien. Il commande la 60e division dans le saillant du Monte San Gabriele (Škabrijel) sur l'Isonzo. Pendant la onzième bataille de l'Isonzo, le 22 août 1917, sa défense de Jelenik lui vaut la médaille d'or de la bravoure. Lors de la bataille de Caporetto (douzième bataille de l'Isonzo), la 60e division, intégrée à l'Armeegruppe Kosak (it) (2e armée de l'Isonzo, général Johann von Henriquez, participe à l'offensive germano-austro-hongroise qui met en déroute la 2e armée italienne. Le 8 mars 1918, il est nommé à la tête du XXIVe corps, comprenant les 55e et 60e divisions et une partie de la 94e division, dans le secteur du Monte Asolone (Monte Grappa).
En juin 1918, le corps Goiginger prend part à l'offensive du Piave, dernière tentative austro-hongroise pour percer le front italien. Ses troupes occupent une tête de pont à Montello (province de Bergame) et, le 19 juin, repousse une contre-attaque italienne, capturant 12 000 prisonniers et 84 canons. Le général Borojević, commandant du front, voudrait exploiter la position de Montello comme base pour la prochaine offensive. Mais Erich Ludendorff, chef du Haut État-major allemand, fait savoir que l'Allemagne ne peut pas fournir de moyens supplémentaires car elle doit consacrer toutes ses réserves au front français. L'empereur Charles, s'étant concerté avec le chef d'état-major austro-hongrois Arthur Arz von Straußenburg, décide, le 20 juin, d'abandonner l'offensive et de retirer ses forces au nord du Piave. Goiginger refuse d'abord d'abandonner un terrain durement conquis mais, sur ordre réitéré, finit par se soumettre. Les soldats bosniens, hongrois et autrichiens évacuent Montello, les dernières troupes se retirant le 23 juin, ce qui met fin à la bataille. Cette action vaut à Goiginger l'ordre militaire de Marie-Thérèse.
Le 19 juillet, il est nommé à la tête des troupes austro-hongroises sur le front français. Le XVIIIe corps comprend les 1re, 35e et 37e divisions ainsi que la 16e division de Landsturm, rattaché au groupe d'armées Gallwitz. À partir d'octobre 1918, il est engagé dans le saillant de l'Orne et subit de lourdes pertes face au corps expéditionnaire américain. Le 3 novembre 1918, par l'armistice de Villa Giusti, l'Autriche-Hongrie se retire du conflit. Le corps austro-hongrois en France est évacué vers Arlon puis, le 10 novembre, vers Thionville. Les dernières troupes austro-hongroises quittent l'Allemagne le 29 novembre pour se disperser dans les nouveaux États issus de l'éclatement de la monarchie de Habsbourg.

## Famille et dernières années
Son frère aîné, Heinrich Goiginger (1861-1927), a atteint pendant la guerre le grade de Feldzeugmeister (officier supérieur d'artillerie).
Ludwig Goiginger quitte le service le 1er janvier 1919 et se retire dans la république d'Autriche allemande, à Graz-Neustift, où il meurt en 1931.

## Sources et bibliographie
- (de) Cet article est partiellement ou en totalité issu de l’article de Wikipédia en allemand intitulé « Ludwig Goiginger » (voir la liste des auteurs) dans sa version du 2 février 2018.